# American Wirehair
L'American Wirehair è una razza di gatto originaria dell’America del Nord.

## Storia
L'American Wirehair è un gatto moderno, frutto di una mutazione spontanea avvenuta nel 1966 nello stato di New York. In una cucciolata di American Shorthair nacquero due cuccioli dal pelo duro e riccio, più somigliante al pelo di una pecora che a quello di un gatto. I successivi incroci, compiuti da selezionatori provetti, diedero origine alla nuova razza. Il primo gattino American Wirehair si chiamava Adam ed era bianco e rosso.

## Descrizione
Gli American Wirehair sono simili agli American Shorthair, tranne che per il pelo duro e irto. Questo tipo di pelo è simile a quello di alcune razze di cani, come i terrier. La loro pelliccia richiede qualche spazzolamento e i gatti di questa razza che stanno all'aperto potrebbero essere sensibili alla luce del sole. I Wirehair sono generalmente di taglia media, con muso rotondo, zigomi alti e una bocca pronunciata. Le femmine sono generalmente più piccole dei maschi. Questi gatti manifestano qualsiasi colorazione possibile, perfino quella chocolate e lilac. Il loro pelo è il tratto dominante, per cui ogni incrocio tra un Wirehair e un qualsiasi gatto genererà cuccioli dal pelo duro. I Wirehair hanno gli occhi gialli, ma quelli di colore bianco possono averli blu o ambrati.

## Carattere
Indipendente, profondamente interessato a tutto ciò che lo circonda, affettuoso, attivo, agile e capace di imporsi agli altri gatti. Si affeziona a tutta la famiglia, ma desidera rispetto e tranquillità. Un abile cacciatore di topi, ama sia la casa che gli spazi aperti.